# Хошев, Борис Александрович
Борис Александрович Хошев (5 сентября 1898 — 12 июля 1979) — активный участник Муганских событий в годы Гражданской войны в России.

## Биография
Родился в Тифлисе. Происходил из дворян Вологодской губернии. Окончил Тифлисское пехотное юнкерское училище. Участвовал в Первой мировой войне. В годы Октябрьской революции принимал участие в организации самообороны русских сел Мугани. Вотчиной Хошева называется Билясувар. Бичерахов произвел Хошева в ротмистры. После установления в Мугани власти Азербайджанской республики, бежал надев чадру.
Служил в войсках главнокомандующего Вооружёнными Силами Юга России Деникина в Темир-Хан-Шуре.
Эмигрировал в Югославию. Служил в охранной страже в Югославии, одновременно изучал архитектуру. Исполнял обязанности архитектора при дворе короля Александра.
Эмигрировал в Калифорнию (США) в 1956 году. Автор памятника георгиевским кавалерам на Сербском кладбище в Колме, около которого похоронен.